# Elysia crispata
Elysia crispata (synoniem: Elysia clarki) is een slakkensoort uit de familie van de wierslakken (Plakobranchidae). De wetenschappelijke naam van de soort werd in 1863 voor het eerst geldig gepubliceerd door Mörch. De soort komt voor in ondiepe kust of rif wateren in tropische delen van de westelijke Atlantische Oceaan.

Elysia clarki
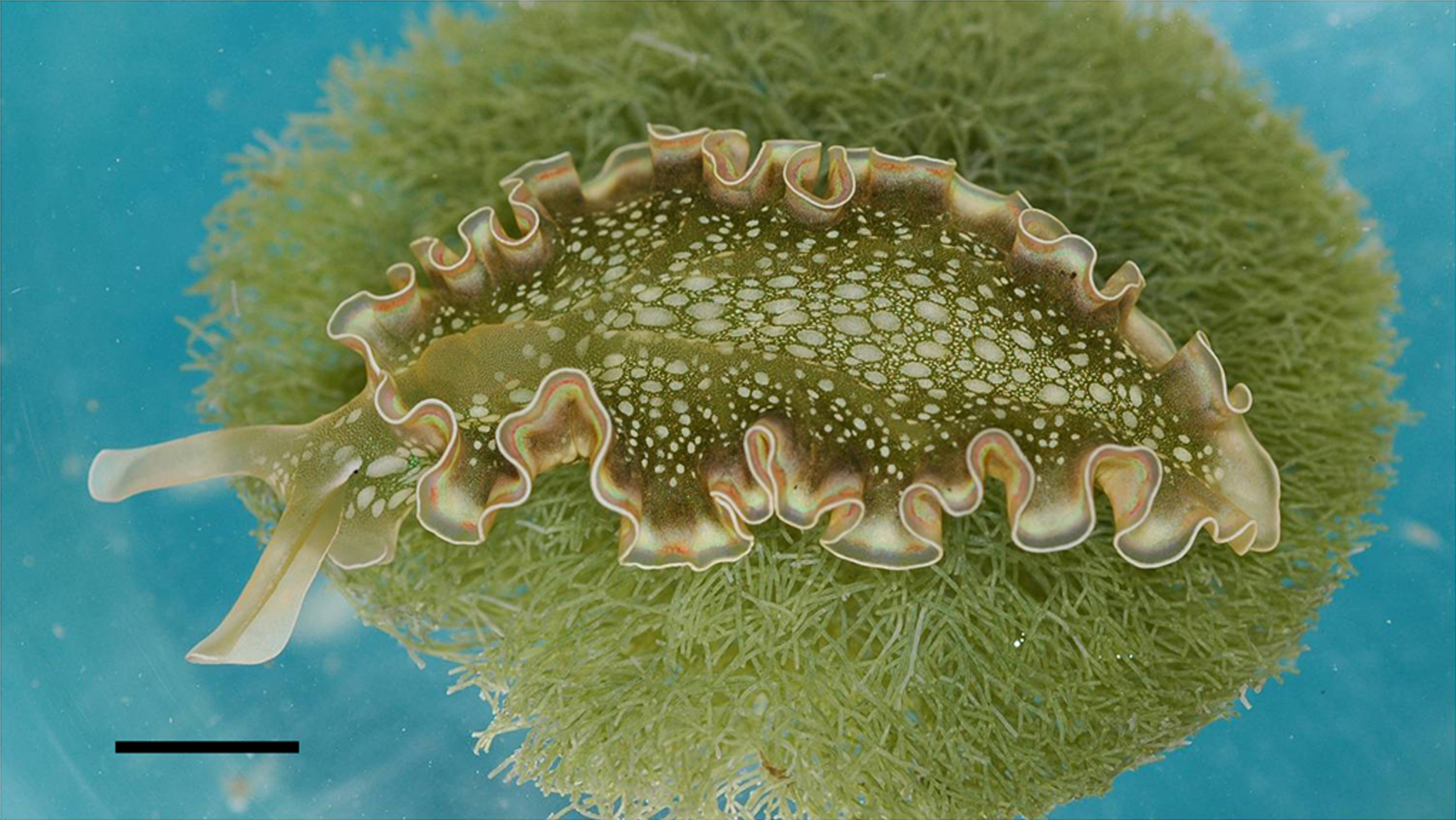
Duidelijk groen met endosymbiotische algen.
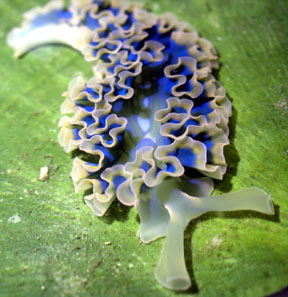
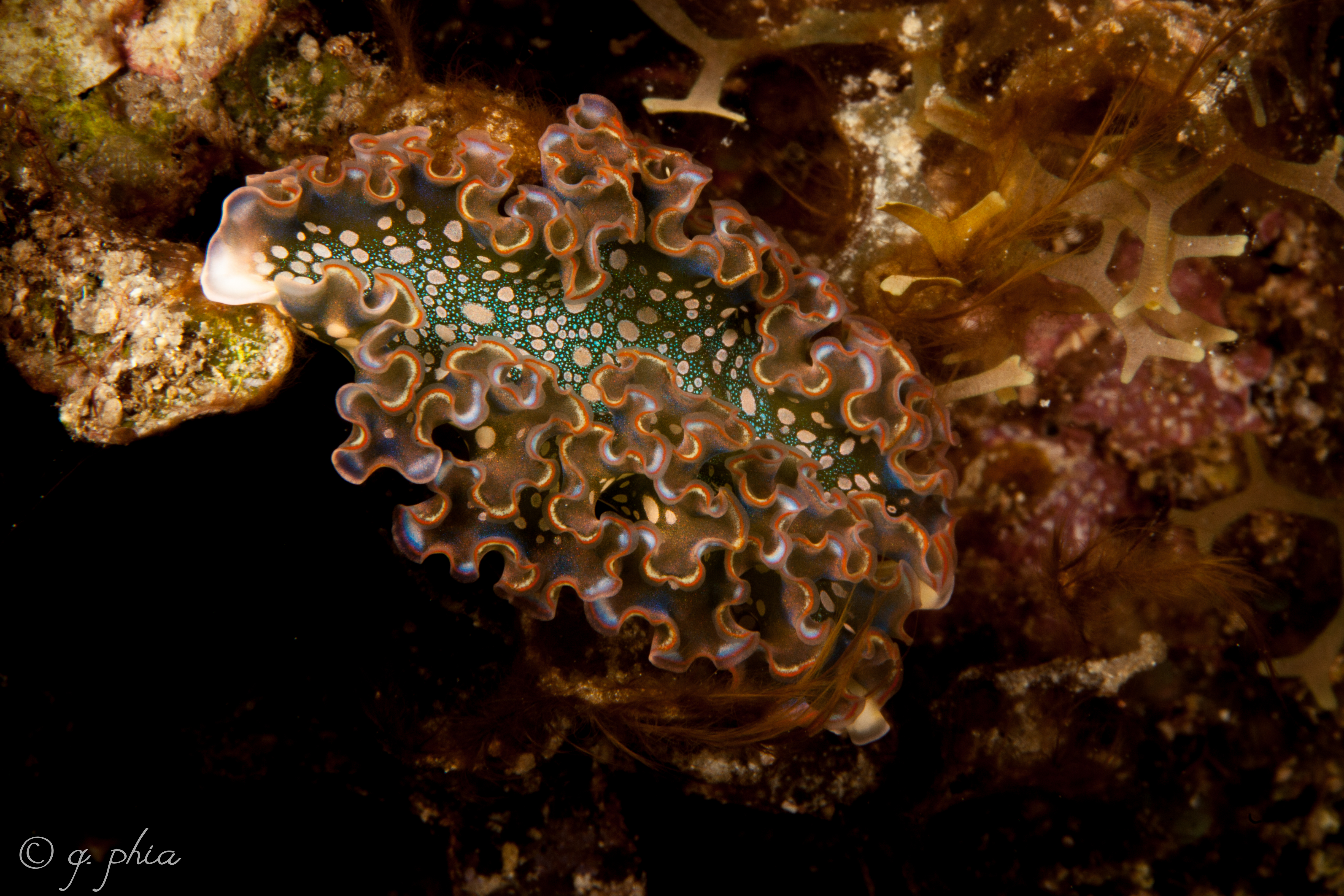
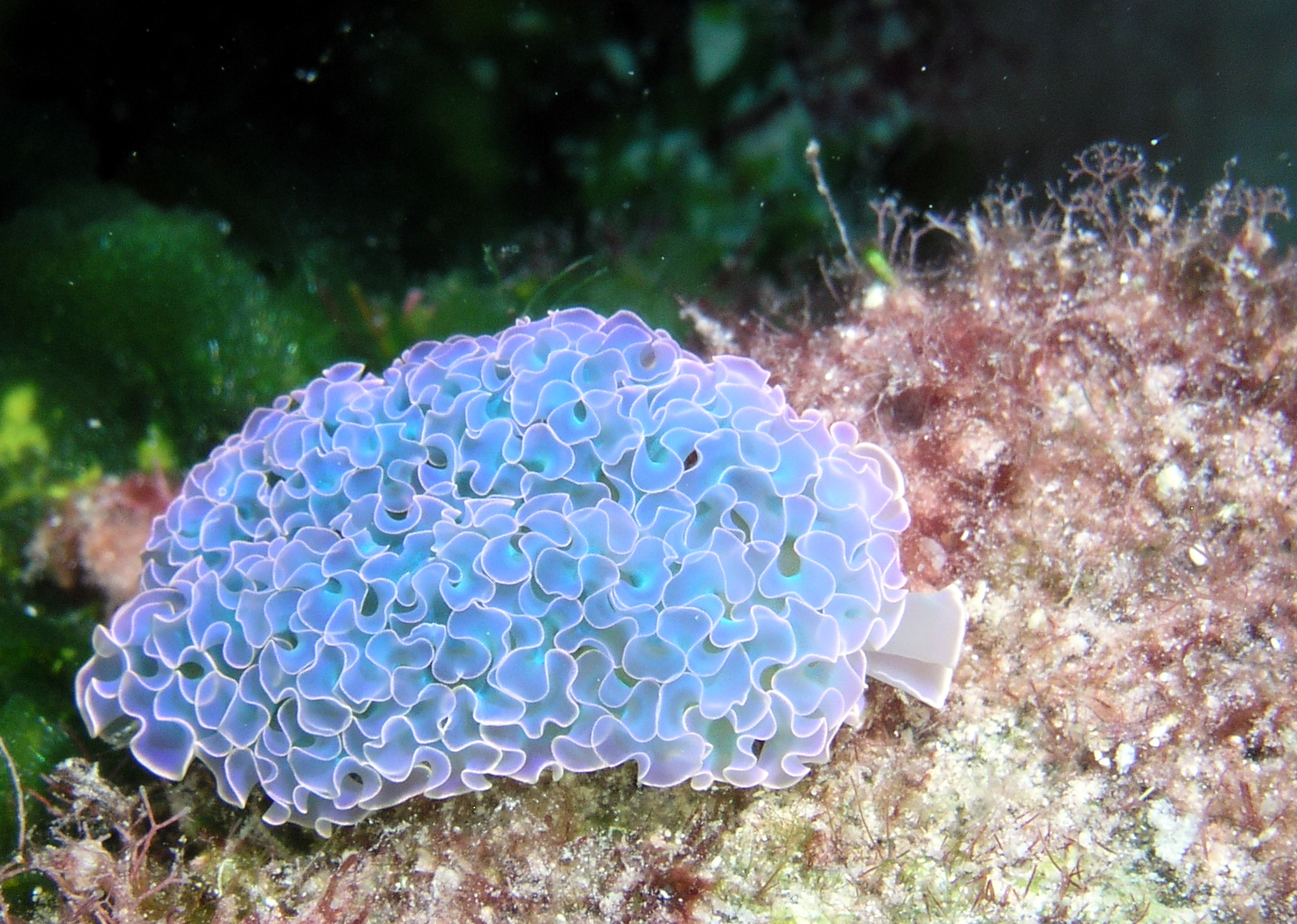